# Enzo Muzii
Enzo Muzii (ur. 13 stycznia 1926 w Asmarze, zm. 2 lutego 2014 w Velletri) – włoski reżyser i scenarzysta filmowy i telewizyjny, pisarz, fotograf, krytyk filmowy i teatralny.
W latach 1949–1962 pracował głównie jako krytyk filmowy i teatralny. Od początku lat 60. angażował się coraz bardziej w tworzenie scenariuszy i reżyserowanie filmów. Jego pełnometrażowy debiut fabularny, Coś jak miłość (1968), zdobył Srebrnego Niedźwiedzia – Nagrodę Specjalną Jury na 18. MFF w Berlinie.